# Liste des matchs de l'équipe du Sénégal de football par adversaire
Cette liste présente les matchs de l'équipe du Sénégal de football par adversaire rencontré depuis son premier match. Lorsqu'une rivalité footballistique particulière existe entre le Sénégal et un autre pays, une page spécifique est parfois proposée.
- Haut – A
- B
- C
- D
- E
- F
- G
- H
- I
- J
- K
- L
- M
- N
- O
- P
- Q
- R
- S
- T
- U
- V
- W
- X
- Y
- Z

## A

### Afrique du Sud
Le Sénégal et l'Afrique du Sud se sont affrontés à 9 reprises, le bilan étant en faveur des sénégalais (4 victoires, 4 nuls, 1 défaite. Une dixième rencontre, initialement remportée par les sud-africains a eu lieu en 2016 dans le cadre des éliminatoires de la coupe du monde 2018. Après avoir découvert que le match avait été truqué par l'arbitre Joseph Lamptey, la FIFA l'a suspendu à vie et a fait rejouer le match.
| Date             | Lieu           | Match                    | Score  | Compétition                                             |
| ---------------- | -------------- | ------------------------ | ------ | ------------------------------------------------------- |
| 19 novembre 2002 | Johannesbourg  | Afrique du Sud - Sénégal | 1-1    | Challenge Nelson Mandela                                |
| 18 janvier 2004  | Dakar          | Sénégal - Afrique du Sud | 2-1    | Match amical                                            |
| 12 novembre 2005 | Port Elizabeth | Afrique du Sud - Sénégal | 2-3    | Match amical                                            |
| 31 janvier 2008  | Tamale         | Sénégal - Afrique du Sud | 1-1    | CAN 2008 - 1er tour (Groupe D)                          |
| 29 février 2012  | Durban         | Afrique du Sud - Sénégal | 0-0    | Match amical                                            |
| 23 janvier 2015  | Mongomo        | Afrique du Sud - Sénégal | 1-1    | CAN 2015 - 1er tour (Groupe C)                          |
| 8 septembre 2015 | Johannesbourg  | Afrique du Sud - Sénégal | 1-0    | Match amical                                            |
| 12 novembre 2016 | Polokwane      | Afrique du Sud - Sénégal | Annulé | Qualif. pour la Coupe du Monde 2018- 3e tour (Groupe D) |
| 10 novembre 2017 | Polokwane      | Afrique du Sud - Sénégal | 0-2    | Qualif. pour la Coupe du Monde 2018- 3e tour (Groupe D) |
| 14 novembre 2017 | Dakar          | Sénégal - Afrique du Sud | 2-1    | Qualif. pour la Coupe du Monde 2018- 3e tour (Groupe D) |

| Rencontres | Victoires | Nuls | Défaites | Buts pour | Buts contre | Différence |
| ---------- | --------- | ---- | -------- | --------- | ----------- | ---------- |
| 9          | 4         | 4    | 1        | 12        | 8           | +4         |

### Algérie
Le Sénégal et l'Algérie se sont affrontés à 23 reprises. La première victoire des Lions a lieu lors d'un match amical en décembre 2001.
| Date              | Lieu        | Match             | Score | Compétition              |
| 1er mai 1977      | Alger       | Algérie - Sénégal | 2-0   | Match amical             |
| 3 avril 1981      | Oran        | Algérie - Sénégal | 2-0   | Match amical             |
| 28 août 1983      | Alger       | Algérie - Sénégal | 2-0   | Qualifications CAN 1984  |
| 13 août 1983      | Dakar       | Sénégal - Algérie | 1-1   | Qualifications CAN 1984  |
| 31 décembre 1989  | Dakar       | Sénégal - Algérie | 0-0   | Match amical             |
| 12 mars 1990      | Alger       | Algérie - Sénégal | 2-1   | CAN 1990                 |
| 17 décembre 1990  | Constantine | Algérie - Sénégal | 1-0   | Match amical             |
| 17 février 1991   | Alger       | Algérie - Sénégal | 2-2   | Match amical             |
| 16 décembre 1991  | Alger       | Algérie - Sénégal | 3-1   | Match amical             |
| 10 janvier 1993   | Dakar       | Sénégal - Algérie | 1-2   | Qualifications CAN 1994  |
| 25 juillet 1993   | Alger       | Algérie - Sénégal | 4-0   | Qualifications CAN 1994  |
| 6 juin 1997       | Dakar       | Algérie - Sénégal | 0-0   | Match amical             |
| 16 juin 2000      | Annaba      | Algérie - Sénégal | 1-1   | Elim Coupe du monde 2002 |
| 21 avril 2001     | Dakar       | Sénégal - Algérie | 3-0   | Elim Coupe du monde 2002 |
| 30 décembre 2001  | Dakar       | Sénégal - Algérie | 1-0   | Match amical             |
| 17 novembre 2004  | Toulon      | Sénégal - Algérie | 2-1   | Match amical             |
| 30 mai 2008       | Dakar       | Sénégal - Algérie | 1-0   | Elim Coupe du monde 2010 |
| 3 mars 2008       | Blida       | Algérie - Sénégal | 3-2   | Elim Coupe du monde 2010 |
| 23 janvier 2015   | Mongomo     | Algérie - Sénégal | 2-0   | CAN 2015                 |
| 13 octobre 2015   | Alger       | Algérie - Sénégal | 1-0   | Match amical             |
| 23 janvier 2017   | Franceville | Algérie - Sénégal | 2-2   | CAN 2017                 |
| 27 juin 2019      | Le Caire    | Sénégal - Algérie | 0-1   | CAN 2019 (gr. C)         |
| 19 juillet 2019   | Le Caire    | Sénégal - Algérie | 0-1   | CAN 2019 (finale)        |
| 12 septembre 2023 | Diamniadio  | Sénégal - Algérie | 0-1   | Match amical             |

| Rencontres | Victoires | Nuls | Défaites | Buts pour | Buts contre | Différence |
| ---------- | --------- | ---- | -------- | --------- | ----------- | ---------- |
| 23         | 4         | 6    | 13       | 18        | 33          | -15        |

### Angleterre
Le Sénégal et l'Angleterre se sont affrontés une fois, lors du huitième de finale de la coupe du monde 2022, remporté par les anglais. Puis une autre en match amical remporté par le Sénégal. Devenant la première équipe africaine à avoir battu l’équipe d’Angleterre.
| Date            | Lieu        | Match                | Score | Compétition                        |
| 4 décembre 2022 | Al-Khor     | Angleterre - Sénégal | 3-0   | Coupe du monde 2022 (8e de finale) |
| 10 juin 2025    | City Ground | Angleterre - Sénégal | 1 - 3 | Match amical                       |

| Rencontres | Victoires | Nuls | Défaites | Buts pour | Buts contre | Différence |
| ---------- | --------- | ---- | -------- | --------- | ----------- | ---------- |
| 2          | 1         | 0    | 1        | 3         | 4           | -1         |

### Angola
Le Sénégal et l'Angola se sont affrontés à sept reprises. Le bilan est équilibré avec deux victoires chacun et trois matchs nuls.
| Date             | Lieu     | Match            | Score              | Compétition                                               |
| 1er juillet 1984 | Luanda   | Angola - Sénégal | 1-0                | Qualifications pour la Coupe du monde 1986 (Premier tour) |
| 15 juillet 1984  | Dakar    | Sénégal - Angola | 1-0 a.p. (3-4 pen) | Qualifications pour la Coupe du monde 1986 (Premier tour) |
| 18 novembre 1988 | Praia    | Sénégal - Angola | 2-1                | Match amical                                              |
| 27 janvier 2008  | Tamale   | Sénégal - Angola | 1-3                | Coupe d'Afrique 2008 (Groupe D)                           |
| 5 septembre 2009 | Portimão | Angola - Sénégal | 1-1                | Match amical                                              |
| 23 mars 2013     | Conakry  | Sénégal - Angola | 1-1                | Qualifications pour la Coupe du monde 2014 (Groupe J)     |
| 8 juin 2013      | Luanda   | Angola - Sénégal | 1-1                | Qualifications pour la Coupe du monde 2014 (Groupe J)     |

| Rencontres | Victoires | Nuls | Défaites | Buts pour | Buts contre | Différence |
| ---------- | --------- | ---- | -------- | --------- | ----------- | ---------- |
| 7          | 2         | 3    | 2        | 7         | 8           | -1         |

### Arabie Saoudite
Le Sénégal a affronté deux fois l'Arabie saoudite, en match amical, et s'est incliné à chaque fois 3-2..
| Date              | Lieu  | Match                     | Score | Compétition  |
| 17 septembre 1998 | Riyad | Arabie saoudite - Sénégal | 3-2   | Match amical |
| 14 mai 2002       | Riyad | Arabie saoudite - Sénégal | 3-2   | Match amical |

| Rencontres | Victoires | Nuls | Défaites | Buts pour | Buts contre | Différence |
| ---------- | --------- | ---- | -------- | --------- | ----------- | ---------- |
| 2          | 0         | 0    | 2        | 4         | 6           | -2         |

## B

### Bénin

#### Confrontations
Confrontations entre le Sénégal et le Bénin :
|   | Date            | Lieu        | Match           | Score | Compétition                                                            |
| - | --------------- | ----------- | --------------- | ----- | ---------------------------------------------------------------------- |
| 1 | 31 janvier 1982 | Dakar       | Sénégal - Bénin | 1-0   | Match amical                                                           |
| 2 | 9 avril 2000    | Cotonou     | Bénin - Sénégal | 1-1   | Tours préliminaires à la Coupe du monde 2000 (zone Afrique - 1er tour) |
| 3 | 23 avril 2000   | Dakar       | Sénégal - Bénin | 1-0   | Tours préliminaires à la Coupe du monde 2000 (zone Afrique - 1er tour) |
| 4 | 7 février 2007  | Rouen       | Sénégal - Bénin | 2-1   | Match amical                                                           |
| 5 | 16 janvier 2008 | Ouagadougou | Bénin - Sénégal | 1-2   | Match amical                                                           |
| 6 | 10 juillet 2019 | Le Caire    | Sénégal - Bénin | 1-0   | Coupe d'Afrique des nations 2019 (1/4 de finale)                       |
| 7 | 4 juin 2022     | Diamniadio  | Sénégal - Bénin | 3-1   | Qualifications pour la CAN 2023                                        |
| 8 | 12 juin 2023    |             | Bénin -Sénégal  | 1-1   | Qualifications pour la CAN 2023                                        |

#### Bilan
- Total de matchs disputés : 7
- Victoires du Sénégal : 6
- Matchs nuls : 1
- Victoires du Bénin : 0
- Total de buts marqués par le Sénégal : 11
- Total de buts marqués par le Bénin : 4

### Bolivie
Le Sénégal et la Bolivie se sont affrontés deux fois en match amical, le Sénégal s'est imposé à chaque fois.
| Date              | Lieu    | Match             | Score | Compétition  |
| 27 mars 2002      | Dakar   | Sénégal - Bolivie | 2-1   | Match amical |
| 24 septembre 2022 | Orléans | Bolivie - Sénégal | 0-2   | Match amical |

| Rencontres | Victoires | Nuls | Défaites | Buts pour | Buts contre | Différence |
| ---------- | --------- | ---- | -------- | --------- | ----------- | ---------- |
| 2          | 2         | 0    | 0        | 4         | 1           | +3         |

### Bosnie-Herzégovine
Le Sénégal et la Bosnie-Herzégovine se sont affrontés une fois, en match amical (0-0).
| Date         | Lieu     | Match                        | Score | Compétition  |
| 27 mars 2018 | Le Havre | Sénégal - Bosnie-Herzégovine | 0-0   | Match amical |

| Rencontres | Victoires | Nuls | Défaites | Buts pour | Buts contre | Différence |
| ---------- | --------- | ---- | -------- | --------- | ----------- | ---------- |
| 1          | 0         | 1    | 0        | 0         | 0           | 0          |

### Botswana
Le Sénégal a rencontré deux fois le Botswana, dans le cadre des éliminatoires de la CAN 2015. Il a remporté les deux matchs et s'est qualifié pour la compétition.
| Date              | Lieu     | Match              | Score | Compétition                     |
| 10 septembre 2014 | Gaborone | Botswana - Sénégal | 0-2   | Qualifications pour la CAN 2015 |
| 19 novembre 2014  | Dakar    | Sénégal - Botswana | 3-0   | Qualifications pour la CAN 2015 |

| Rencontres | Victoires | Nuls | Défaites | Buts pour | Buts contre | Différence |
| ---------- | --------- | ---- | -------- | --------- | ----------- | ---------- |
| 2          | 2         | 0    | 0        | 5         | 0           | +5         |

### Brésil
Le Sénégal a deux fois rencontré le Brésil, à chaque fois en match amical. Pour la première fois, ils ont fait match nul (1-1) à Singapour. Pour le compte de la deuxième rencontre, le Sénégal a remporté la partie sur le score de 4 buts à 2 à Lisbonne.
| Date            | Lieu      | Match            | Score | Compétition  |
| 10 octobre 2019 | Singapour | Brésil - Sénégal | 1-1   | Match amical |
| 20 juin 2023    | Lisbonne  | Brésil - Sénégal | 2-4   | Match amical |

| Rencontres | Victoires | Nuls | Défaites | Buts pour | Buts contre | Différence |
| ---------- | --------- | ---- | -------- | --------- | ----------- | ---------- |
| 2          | 1         | 1    | 0        | 5         | 3           | -          |

### Burkina Faso
Le Sénégal et le Burkina Faso se sont affrontés à 13 reprises, pour 4 victoires des Lions, 2 des Étalons et 7 nuls.
| Date             | Lieu        | Match                  | Score | Compétition                                          |
| 24 janvier 1982  | Ouagadougou | Haute-Volta - Sénégal  | 0-0   | Match amical                                         |
| 22 décembre 1987 | Monrovia    | Sénégal - Burkina Faso | 1-0   | Coupe CEDEAO 1987 (Match pour la 3e place)           |
| 23 janvier 1999  | Dakar       | Sénégal - Burkina Faso | 1-1   | Qualifications pour la CAN 2000 (2e tour)            |
| 6 juin 1999      | Ouagadougou | Burkina Faso - Sénégal | 2-2   | Qualifications pour la CAN 2000 (2e tour)            |
| 25 janvier 2000  | Kano        | Burkina Faso - Sénégal | 1-3   | CAN 2000 (1er tour)                                  |
| 26 décembre 2001 | Dakar       | Sénégal - Burkina Faso | 2-4   | Match amical                                         |
| 26 janvier 2004  | Tunis       | Sénégal - Burkina Faso | 0-0   | CAN 2004 (1er tour)                                  |
| 7 octobre 2006   | Ouagadougou | Burkina Faso - Sénégal | 1-0   | Qualifications pour la CAN 2008                      |
| 8 juin 2007      | Dakar       | Sénégal - Burkina Faso | 5-1   | Qualifications pour la CAN 2008                      |
| 21 mai 2014      | Ouagadougou | Burkina Faso - Sénégal | 1-1   | Match amical                                         |
| 2 septembre 2017 | Dakar       | Sénégal - Burkina Faso | 0-0   | Qualifications pour la coupe du monde 2018 (3e tour) |
| 5 septembre 2017 | Ouagadougou | Burkina Faso - Sénégal | 2-2   | Qualifications pour la coupe du monde 2018 (3e tour) |
| 3 février 2022   | Yaoundé     | Burkina Faso - Sénégal | 1-3   | CAN 2021 (Demi-finale)                               |

| Rencontres | Victoires | Nuls | Défaites | Buts pour | Buts contre | Différence |
| ---------- | --------- | ---- | -------- | --------- | ----------- | ---------- |
| 13         | 4         | 7    | 2        | 20        | 14          | +6         |

### Burundi
Le Sénégal a rencontré deux fois le Burundi, dans le cadre des éliminatoires de la CAN 2000 et 2017.
| Date             | Lieu      | Match             | Score | Compétition                     |
| 13 décembre 1998 | Bujumbura | Burundi - Sénégal | 1-0   | Qualifications pour la CAN 2000 |
| 19 juin 1999     | Dakar     | Sénégal - Burundi | 1-0   | Qualifications pour la CAN 2000 |
| 13 juin 2015     | Dakar     | Sénégal - Burundi | 3-1   | Qualifications pour la CAN 2017 |
| 13 juin 2015     | Bujumbura | Burundi - Sénégal | 0-2   | Qualifications pour la CAN 2017 |

| Rencontres | Victoires | Nuls | Défaites | Buts pour | Buts contre | Différence |
| ---------- | --------- | ---- | -------- | --------- | ----------- | ---------- |
| 4          | 3         | 0    | 1        | 6         | 2           | +4         |

## C

### Cameroun
| Date            | Lieu         | Match              | Score     | Compétition                 |
| --------------- | ------------ | ------------------ | --------- | --------------------------- |
| 26 Mars 2011    | Dakar        | Sénégal - Cameroun | 1-0       | Qalifiquation CAN 2012      |
| 4 Juin 2011     | Douala       | Cameroun - Sénégal | 0-0       | Qalifiquation CAN 2012      |
| 28 Janvier 2017 | Franceville  | Sénégal - Cameroun | 0-0 (4-5) | CAN 2017 (Quarts de finale) |
| 19 Janvier 2024 | Yamoussoukro | Sénégal - Cameroun | 3-1       | CAN 2024 (Groupe C)         |

### Cap-Vert
| Date             | Lieu      | Match              | Score | Compétition                                          |
| 9 janvier 1979   | Bissau    | Sénégal - Cap-Vert | 1-0   | Coupe Amílcar Cabral 1979 (1er tour)                 |
| 3 février 1981   | Bamako    | Sénégal - Cap-Vert | 1-0   | Coupe Amílcar Cabral 1981 (1er tour)                 |
| 12 février 1981  | Bamako    | Sénégal - Cap-Vert | 5-1   | Coupe Amílcar Cabral 1981 (Match pour la 3e place)   |
| 19 février 1985  | Banjul    | Sénégal - Cap-Vert | 1-0   | Coupe Amílcar Cabral 1985 (Demi-finale)              |
| 25 février 1987  | Conakry   | Sénégal - Cap-Vert | 2-0   | Coupe Amílcar Cabral 1987 (1er tour)                 |
| 17 novembre 1988 |           | Cap-Vert - Sénégal | 0-1   |                                                      |
| 30 mai 1989      | Bamako    | Cap-Vert - Sénégal | 2-1   | Coupe Amílcar Cabral 1989 (1er tour)                 |
| 27 novembre 1991 | Dakar     | Sénégal - Cap-Vert | 0-0   | Coupe Amílcar Cabral 1991 (1er tour)                 |
| 2 décembre 1991  | Dakar     | Sénégal - Cap-Vert | 1-0   | Coupe Amílcar Cabral 1991 (Finale)                   |
| 30 novembre 1997 | Banjul    | Sénégal - Cap-Vert | 2-0   | Coupe Amílcar Cabral 1997 (1er tour)                 |
| 22 juillet 1998  |           | Sénégal - Cap-Vert | 1-0   | Match amical                                         |
| 8 mai 2000       | Praia     | Cap-Vert - Sénégal | 2-2   | Coupe Amílcar Cabral 2000 (1er tour)                 |
| 14 mai 2000      | Praia     | Cap-Vert - Sénégal | 1-0   | Coupe Amílcar Cabral 2000 (Finale)                   |
| 31 mai 2003      | Dakar     | Sénégal - Cap-Vert | 2-1   | Match amical                                         |
| 13 juin 2004     | Praia     | Cap-Vert - Sénégal | 1-3   | Match amical                                         |
| 11 août 2010     | Dakar     | Sénégal - Cap-Vert | 1-0   | Match amical                                         |
| 8 octobre 2016   | Dakar     | Sénégal - Cap-Vert | 2-0   | Qualifications pour la Coupe du monde 2018 (2e tour) |
| 7 octobre 2017   | Praia     | Cap-Vert - Sénégal | 0-2   | Qualifications pour la Coupe du monde 2018 (2e tour) |
| 8 juin 2021      | Thiès     | Sénégal - Cap-Vert | 2-0   | Match amical                                         |
| 25 janvier 2022  | Bafoussam | Sénégal - Cap-Vert | 2-0   | CAN 2021 (Huitième de finale)                        |

| Rencontres | Victoires | Nuls | Défaites | Buts pour | Buts contre | Différence |
| ---------- | --------- | ---- | -------- | --------- | ----------- | ---------- |
| 20         | 16        | 2    | 2        | 32        | 8           | +24        |

### Chine
Le Sénégal a affronté deux fois la Chine, en match amical.
| Date             | Lieu    | Match           | Score | Compétition  |
| 19 novembre 1972 | Sénégal | Sénégal - Chine | 0-0   | Match amical |
| 11 août 1974     | Chine   | Chine - Sénégal | 5-2   | Match amical |

| Rencontres | Victoires | Nuls | Défaites | Buts pour | Buts contre | Différence |
| ---------- | --------- | ---- | -------- | --------- | ----------- | ---------- |
| 2          | 0         | 1    | 1        | 2         | 5           | -3         |

### Colombie
Le Sénégal et la Colombie se sont affrontés une fois en match officiel au 1er tour de la coupe du monde 2018 (0-1).
| Date         | Lieu         | Match              | Score | Compétition                    |
| 25 juin 2011 | Medellín     | Colombie - Sénégal | 2-0   | Match amical                   |
| 31 mai 2014  | Buenos Aires | Colombie - Sénégal | 2-2   | Match amical                   |
| 28 juin 2018 | Samara       | Sénégal - Colombie | 0-1   | Coupe du monde 2018 (Groupe H) |

| Rencontres | Victoires | Nuls | Défaites | Buts pour | Buts contre | Différence |
| ---------- | --------- | ---- | -------- | --------- | ----------- | ---------- |
| 3          | 0         | 2    | 1        | 2         | 5           | -3         |

### Corée du Sud
Le Sénégal et la Corée du Sud se sont affrontés sept fois. 
| Date             | Lieu         | Match                  | Score | Compétition                        |
| 6 août 1982      | Kuala Lumpur | Corée du Sud - Sénégal | 0-2   | Tournoi de Merdeka 1982 (1er tour) |
| 19 août 1982     | Kuala Lumpur | Sénégal - Corée du Sud | 1-1   | Tournoi de Merdeka 1982 (2e tour)  |
| 17 décembre 1985 | Dakar        | Sénégal - Corée du Sud | 2-1   | Match amical                       |
| 8 novembre 2001  | Jeonju       | Corée du Sud - Sénégal | 0-1   | Match amical                       |
| 23 mai 2006      | Séoul        | Corée du Sud - Sénégal | 1-1   | Match amical                       |
| 14 octobre 2009  | Séoul        | Corée du Sud - Sénégal | 2-0   | Match amical                       |
| 11 juin 2018     | Grödig       | Corée du Sud - Sénégal | 0-2   | Match amical                       |

| Rencontres | Victoires | Nuls | Défaites | Buts pour | Buts contre | Différence |
| ---------- | --------- | ---- | -------- | --------- | ----------- | ---------- |
| 7          | 4         | 2    | 1        | 9         | 5           | +4         |

### Côte d'Ivoire
| Date             | Lieu         | Rencontre                | Score    | Compétition             |
| ---------------- | ------------ | ------------------------ | -------- | ----------------------- |
| 12 Octobre 2012  | Kaolack      | Sénégal vs Côte d´Ivoire | 0-2      | Qualification CAN 2012  |
| 11 Octobre 2013  | Abidjan      | Côte d´Ivoire - Sénégal  | 3-1      | Qualification FIFA 2014 |
| 15 Novembre 2013 | Dakar        | Sénégal vs Côte d´Ivoire | 1-1      | Qualification FIFA 2014 |
| 29 Janvier 2024  | Yamoussoukro | Sénégal vs Côte d´Ivoire | 1-1(4-5) | CAN 2024 (1/8 de Final) |

### Croatie
Le Sénégal et la Croatie s'affrontent pour la première fois en match amical le 8 juin 2018, en match de préparation à la coupe du monde. Les croates s'imposent 2-1.
| Date        | Lieu   | Match             | Score | Compétition  |
| 8 juin 2018 | Osijek | Croatie - Sénégal | 2-1   | Match amical |

| Rencontres | Victoires | Nuls | Défaites | Buts pour | Buts contre | Différence |
| ---------- | --------- | ---- | -------- | --------- | ----------- | ---------- |
| 1          | 0         | 0    | 1        | 1         | 2           | -1         |

## D

### Danemark
| Date           | Lieu    | Match              | Score | Compétition                    |
| 2 février 1977 | Kaolack | Sénégal - Danemark | 2-3   | Match amical                   |
| 9 juin 2002    | Daegu   | Danemark - Sénégal | 1-1   | Coupe du monde 2002 (1er tour) |
| 27 mai 2010    | Aalborg | Danemark - Sénégal | 2-0   | Match amical                   |

| Rencontres | Victoires | Nuls | Défaites | Buts pour | Buts contre | Différence |
| ---------- | --------- | ---- | -------- | --------- | ----------- | ---------- |
| 3          | 0         | 1    | 2        | 3         | 6           | -3         |

## E

### Égypte
| Date             | Lieu       | Match            | Score     | Compétition                                                   |
| 7 mars 1986      | Le Caire   | Sénégal - Égypte | 1-0       | CAN 1986 (1er tour)                                           |
| 2 août 1987      | Nairobi    | Égypte - Sénégal | 1-0       | Jeux africains de 1987 (1er tour)                             |
| 25 janvier 1997  | Dakar      | Sénégal - Égypte | 0-0       | Qualifications pour la CAN 1998                               |
| 13 juillet 1997  | Le Caire   | Égypte - Sénégal | 2-0       | Qualifications pour la CAN 1998                               |
| 28 janvier 2000  | Kano       | Égypte - Sénégal | 1-0       | CAN 2000 (1er tour)                                           |
| 9 juillet 2000   | Dakar      | Sénégal - Égypte | 0-0       | Qualifications pour la Coupe du monde 2002 (Tour final)       |
| 6 mai 2001       | Le Caire   | Égypte - Sénégal | 1-0       | Qualifications pour la Coupe du monde 2002 (Tour final)       |
| 20 janvier 2002  | Bamako     | Égypte - Sénégal | 0-1       | CAN 2002 (1er tour)                                           |
| 10 octobre 2003  | Le Caire   | Égypte - Sénégal | 1-0       | Match amical                                                  |
| 7 février 2006   | Le Caire   | Égypte - Sénégal | 2-1       | CAN 2006 (Demi-finale)                                        |
| 5 septembre 2014 | Dakar      | Sénégal - Égypte | 2-0       | Qualifications pour la CAN 2015                               |
| 15 novembre 2014 | Le Caire   | Égypte - Sénégal | 0-1       | Qualifications pour la CAN 2015                               |
| 6 février 2022   | Yaoundé    | Sénégal - Égypte | 0-0 (4-2) | CAN 2021 (Finale)                                             |
| 24 mars 2022     | Le Caire   | Égypte - Sénégal | 1-0       | Éliminatoires de la Coupe du monde de football 2022 (3e tour) |
| 29 mars 2022     | Diamniadio | Sénégal - Égypte | 1-0 (3-1) | Éliminatoires de la Coupe du monde de football 2022 (3e tour) |

| Rencontres | Victoires | Nuls | Défaites | Buts pour | Buts contre | Différence |
| ---------- | --------- | ---- | -------- | --------- | ----------- | ---------- |
| 15         | 6         | 2    | 7        | 7         | 9           | -2         |

### Émirats arabes unis
| Date            | Lieu                | Match                         | Score | Compétition                        |
| 9 août 1982     | Kuala Lumpur        | Sénégal - Émirats arabes unis | 3-1   | Tournoi de Merdeka 1982 (1er tour) |
| 28 octobre 1994 | Émirats arabes unis | Émirats arabes unis - Sénégal | 3-2   | Match amical                       |

| Rencontres | Victoires | Nuls | Défaites | Buts pour | Buts contre | Différence |
| ---------- | --------- | ---- | -------- | --------- | ----------- | ---------- |
| 2          | 1         | 0    | 1        | 5         | 4           | +1         |

### Équateur
| Date             | Lieu     | Match              | Score | Compétition                    |
| 23 mai 2002      | Tottori  | Sénégal - Équateur | 1-0   | Match amical                   |
| 27 décembre 2005 | Le Caire | Sénégal - Équateur | 2-1   | Tournoi amical                 |
| 29 novembre 2022 | Doha     | Équateur - Sénégal | 1-2   | Coupe du monde 2002 (Groupe A) |

| Rencontres | Victoires | Nuls | Défaites | Buts pour | Buts contre | Différence |
| ---------- | --------- | ---- | -------- | --------- | ----------- | ---------- |
| 3          | 3         | 0    | 0        | 5         | 2           | +3         |

### Érythrée
Le Sénégal a affronté deux fois l'Érythrée, en matchs de barrage pour la qualification à la CAN 2010. Il s'est imposé les deux fois et a terminé en tête du groupe de barrage.
| Date            | Lieu   | Match              | Score | Compétition                     |
| 18 juillet 1999 | Dakar  | Sénégal - Érythrée | 6-2   | Qualifications pour la CAN 2010 |
| 20 août 1999    | Asmara | Érythrée - Sénégal | 0-2   | Qualifications pour la CAN 2010 |

| Rencontres | Victoires | Nuls | Défaites | Buts pour | Buts contre | Différence |
| ---------- | --------- | ---- | -------- | --------- | ----------- | ---------- |
| 2          | 2         | 0    | 0        | 8         | 2           | +6         |

### Eswatini
Le Sénégal et Eswatini s'affrontent pour la première fois dans le cadre des qualifications à la CAN 2021. Le Sénégal remporte la première confrontation (4-1).
| Date             | Lieu    | Match              | Score | Compétition                  |
| 19 novembre 2019 | Manzini | Eswatini - Sénégal | 1-4   | Éliminatoires de la CAN 2021 |
| 30 mars 2021     | Thiès   | Sénégal - Eswatini | 1-1   | Éliminatoires de la CAN 2021 |

| Rencontres | Victoires | Nuls | Défaites | Buts pour | Buts contre | Différence |
| ---------- | --------- | ---- | -------- | --------- | ----------- | ---------- |
| 1          | 1         | 1    | 0        | 5         | 2           | +3         |

### Éthiopie
| Date             | Lieu           | Match              | Score | Compétition                  |
| 21 novembre 1963 | Sénégal        | Sénégal - Éthiopie | 1-2   | Match amical                 |
| 19 novembre 1965 | Tunis, Tunisie | Sénégal - Éthiopie | 5-1   | Premier tour de la CAN 1965  |
| 6 octobre 1996   | Addis-Abeba    | Éthiopie - Senegal | 1-2   | Éliminatoires de la CAN 1998 |
| 22 juin 1997     | Dakar          | Senegal - Éthiopie | 3-0   | Éliminatoires de la CAN 1998 |

| Rencontres | Victoires | Nuls | Défaites | Buts pour | Buts contre | Différence |
| ---------- | --------- | ---- | -------- | --------- | ----------- | ---------- |
| 4          | 3         | 0    | 1        | 11        | 4           | +7         |

## F

### France
Le Sénégal a affronté une fois la France, en ouverture de la coupe du monde 2002. Il a battu les champions du monde en titre 1-0.
| Date        | Lieu  | Match            | Score | Compétition                    |
| 31 mai 2002 | Séoul | France - Sénégal | 0-1   | Coupe du monde 2002 (Groupe A) |

## G

### Gabon
| Date             | Lieu          | Match           | Score | Compétition                             |
| 25 décembre 1961 | Abidjan       | Sénégal - Gabon | 3-2   | Jeux de l'Amitié (1er tour)             |
| 22 janvier 1986  |               | Gabon - Sénégal | 0-1   | Match amical                            |
| 13 août 1986     |               | Sénégal - Gabon | 1-0   | Match amical                            |
| 19 décembre 1992 | Libreville    | Gabon - Sénégal | 3-2   | Qualifications à la coupe du monde 1994 |
| 27 février 1993  | Dakar         | Sénégal - Gabon | 1-0   | Qualifications à la coupe du monde 1994 |
| 27 février 1994  | Libreville    | Gabon - Sénégal | 0-0   | Match amical                            |
| 17 novembre 2010 | Saint-Gratien | Sénégal - Gabon | 2-1   | Match amical                            |
| 9 janvier 2015   | Casablanca    | Sénégal - Gabon | 1-0   | Match amical                            |

| Rencontres | Victoires | Nuls | Défaites | Buts pour | Buts contre | Différence |
| ---------- | --------- | ---- | -------- | --------- | ----------- | ---------- |
| 8          | 6         | 1    | 1        | 11        | 6           | +5         |

### Gambie
| Date            | Lieu         | Match              | Score | Compétition                                                     |
| 29 Mars 2003    | Banjul       | Gambie - Sénégal   | 0-0   | Qualification CAN 2004                                          |
| 6 Juin 2003     | Dakar        | Sénégal - Gambie - | 3-1   | Qualification CAN 2004                                          |
| 11 octobre 2008 | Dakar        | Sénégal - Gambie - | 1-1   | Qualifications à la coupe du monde 2010                         |
| 8 juin 2008     | Dakar        | Sénégal - Gambie   | 0-0   | Qualifications à la coupe du monde 2010                         |
| 15 janvier 2024 | Yamoussoukro | Sénégal - Gambie   | 3--0  | Coupe d'Afrique des nations de football 2023 (phases de groupe) |

| Rencontres | Victoires | Nuls | Défaites | Buts pour | Buts contre |
| ---------- | --------- | ---- | -------- | --------- | ----------- |
| 5          | 2         | 3    | 0        | 7         | 2           |

### Grèce
Le Sénégal a affronté une fois la Grèce, en match amical (victoire 2-0).
| Date        | Lieu  | Match           | Score | Compétition  |
| 3 mars 2010 | Vólos | Grèce - Sénégal | 0-2   | Match amical |

| Rencontres | Victoires | Nuls | Défaites | Buts pour | Buts contre | Différence |
| ---------- | --------- | ---- | -------- | --------- | ----------- | ---------- |
| 1          | 1         | 0    | 0        | 2         | 0           | +2         |

### Guinée
| Date             | Lieu               | Match            | Score | Compétition                                                     |
| 15 février 1963  |                    | Sénégal - Guinée | 1-1   | Match amical                                                    |
| 24 février 1965  | Dakar              | Sénégal - Guinée | 2-0   | Qualifications pour la CAN 1965                                 |
| 31 mars 1965     | Conakry            | Guinée - Sénégal | 3-1   | Qualifications pour la CAN 1965                                 |
| 16 mars 1966     |                    | Guinée - Sénégal | 5-0   | Match amical                                                    |
| 19 février 1967  | Conakry            | Guinée - Sénégal | 3-0   | Qualifications pour la CAN 1968                                 |
| 19 mars 1967     | Dakar              | Sénégal - Guinée | 4-1   | Qualifications pour la CAN 1968                                 |
| 16 août 1967     | Dakar              | Sénégal - Guinée | 2-1   | Qualifications pour la CAN 1968                                 |
| 12 octobre 1969  | Conakry            | Guinée - Sénégal | 4-3   | Qualifications pour la CAN 1970                                 |
| 26 octobre 1969  | Dakar              | Sénégal - Guinée | 1-1   | Qualifications pour la CAN 1970                                 |
| 14 mai 1970      |                    | Guinée - Sénégal | 3-1   | Match amical                                                    |
| 17 mai 1970      |                    | Guinée - Sénégal | 4-0   | Match amical                                                    |
| 15 novembre 1970 | Conakry            | Guinée - Sénégal | 1-0   | Qualifications pour la CAN 1972                                 |
| 29 novembre 1970 | Dakar              | Sénégal - Guinée | 0-0   | Qualifications pour la CAN 1972                                 |
| 1er octobre 1972 | Dakar              | Sénégal - Guinée | 2-3   | Qualifications aux Jeux africains 1973                          |
| 5 mars 1977      |                    | Sénégal - Guinée | 1-0   | Match amical                                                    |
| 13 janvier 1979  | Bissau             | Sénégal - Guinée | 3-1   | Coupe Amílcar Cabral 1979 (Demi-finale)                         |
| 30 janvier 1979  |                    | Sénégal - Guinée | 1-1   |                                                                 |
| 16 février 1980  | Banjul             | Sénégal - Guinée | 2-1   | Coupe Amílcar Cabral 1980 (Demi-finale)                         |
| 1er mai 1980     |                    | Sénégal - Guinée | 1-0   | Match amical                                                    |
| 10 février 1981  | Bamako             | Guinée - Sénégal | 1-0   | Coupe Amílcar Cabral 1981 (Demi-finale)                         |
| 25 mars 1981     |                    | Sénégal - Guinée | 0-1   | Match amical                                                    |
| 11 février 1982  | Praia              | Sénégal - Guinée | 1-1   | Coupe Amílcar Cabral 1982 (1er tour)                            |
| 19 février 1982  | Praia              | Guinée - Sénégal | 3-0   | Coupe Amílcar Cabral 1982 (Finale)                              |
| 5 mai 1982       |                    | Sénégal - Guinée | 1-1   |                                                                 |
| 1er février 1983 |                    | Sénégal - Guinée | 1-0   | Match amical                                                    |
| 24 juillet 1983  | Nouakchott         | Sénégal - Guinée | 1-1   | Coupe Amílcar Cabral 1983 (1er tour)                            |
| 18 janvier 1984  | Dakar              | Sénégal - Guinée | 1-0   | Match amical                                                    |
| 12 février 1985  | Banjul             | Sénégal - Guinée | 2-0   | Coupe Amílcar Cabral 1985 (1er tour)                            |
| 25 décembre 1985 |                    | Sénégal - Guinée | 3-1   | Coupe CEDEAO 1985                                               |
| 1er février 1986 | Dakar              | Sénégal - Guinée | 2-1   | Coupe Amílcar Cabral 1986 (1er tour)                            |
| 1er mars 1987    | Conakry            | Guinée - Sénégal | 1-0   | Coupe Amílcar Cabral 1987 (Demi-finale)                         |
| 29 mars 1987     | Dakar              | Sénégal - Guinée | 4-0   | Qualifications pour la CAN 1988                                 |
| 12 avril 1987    | Conakry            | Guinée - Sénégal | 0-0   | Qualifications pour la CAN 1988                                 |
| 29 mars 1994     | Sousse             | Sénégal - Guinée | 2-1   | CAN 1994 (1er tour)                                             |
| 20 novembre 1995 | Nouakchott         | Sénégal - Guinée | 3-0   | Coupe Amílcar Cabral 1995 (Demi-finale)                         |
| 5 décembre 1997  | Banjul             | Guinée - Sénégal | 1-2   | Coupe Amílcar Cabral 1997 (Demi-finale)                         |
| 10 janvier 1999  | Dakar              | Sénégal - Guinée | 1-0   | Match amical                                                    |
| 13 janvier 1999  | Dakar              | Sénégal - Guinée | 1-0   | Match amical                                                    |
| 18 octobre 2000  | Conakry            | Guinée - Sénégal | 1-0   | Qualifications pour la CAN 2002                                 |
| 29 mai 2004      | Paris              | Sénégal - Guinée | 1-1   | Match amical                                                    |
| 3 février 2006   | Alexandrie         | Guinée - Sénégal | 2-3   | CAN 2006 (Quart-de-finale)                                      |
| 14 octobre 2007  | Rouen              | Guinée - Sénégal | 1-3   | Match amical                                                    |
| 9 février 2011   | Dakar              | Sénégal - Guinée | 3-0   | Match amical                                                    |
| 11 novembre 2011 | Mantes-la-Ville    | Guinée - Sénégal | 1-4   | Match amical                                                    |
| 5 février 2013   | Saint-Leu-la-Forêt | Sénégal - Guinée | 1-1   | Match amical                                                    |
| 14 janvier 2022  | Bafoussam          | Sénégal - Guinée | 0-0   | CAN 2021 (1er tour)                                             |
| 23 janvier 2024  | Yamoussoukro       | Guinée - Sénégal | 0-2   | Coupe d'Afrique des nations de football 2023 (phases de groupe) |

| Rencontres | Victoires | Nuls | Défaites | Buts pour | Buts contre | Différence |
| ---------- | --------- | ---- | -------- | --------- | ----------- | ---------- |
| 47         | 23        | 11   | 13       | 67        | 53          | +14        |

### Guinée-Bissau
Le Sénégal et la Guinée-Bissau se sont affrontés à 15 reprises. L'unique victoire des guinéens est intervenue lors de leur dernière confrontation, à la coupe Cabral 1995. 
| Date              | Lieu       | Match                   | Score | Compétition                          |
| 11 janvier 1979   | Bissau     | Guinée-Bissau - Sénégal | 0-2   | Coupe Amílcar Cabral 1979 (1er tour) |
| 5 février 1981    | Bamako     | Sénégal - Guinée-Bissau | 1-0   | Coupe Amílcar Cabral 1981 (1er tour) |
| 13 février 1982   | Praia      | Sénégal - Guinée-Bissau | 1-0   | Coupe Amílcar Cabral 1982 (1er tour) |
| 20 juillet 1983   | Nouakchott | Sénégal - Guinée-Bissau | 1-1   | Coupe Amílcar Cabral 1983 (1er tour) |
| 29 juillet 1983   | Nouakchott | Sénégal - Guinée-Bissau | 3-0   | Coupe Amílcar Cabral 1983 (Finale)   |
| 9 février 1984    | Freetown   | Sénégal - Guinée-Bissau | 3-2   | Coupe Amílcar Cabral 1984 (1er tour) |
| 30 avril 1988     | Bissau     | Sénégal - Guinée-Bissau | 1-1   | Coupe Amílcar Cabral 1988 (1er tour) |
| 24 mai 1989       | Bamako     | Sénégal - Guinée-Bissau | 0-0   | Coupe Amílcar Cabral 1989 (1er tour) |
| 24 novembre 1991  | Dakar      | Sénégal - Guinée-Bissau | 4-0   | Coupe Amílcar Cabral 1989 (1er tour) |
| 30 août 1992      | Dakar      | Sénégal - Guinée-Bissau | 3-0   | Qualifications à la CAN 1994         |
| 11 avril 1993     | Bissau     | Guinée-Bissau - Sénégal | 0-3   | Qualifications à la CAN 1994         |
| 1er décembre 1993 | Freetown   | Sénégal - Guinée-Bissau | 0-0   | Coupe Amílcar Cabral 1993 (1er tour) |
| 13 novembre 1994  | Bissau     | Guinée-Bissau - Sénégal | 1-4   | Qualifications à la CAN 1996         |
| 18 novembre 1995  | Nouakchott | Sénégal - Guinée-Bissau | 1-2   | Coupe Amílcar Cabral 1995 (1er tour) |
| 11 novembre 2020  | Thiès      | Sénégal - Guinée-Bissau | 2-0   | Qualifications à la CAN 2022         |
| 15 novembre 2020  | Bissau     | Guinée-Bissau - Sénégal | 0-1   | Qualifications à la CAN 2022         |

| Rencontres | Victoires | Nuls | Défaites | Buts pour | Buts contre | Différence |
| ---------- | --------- | ---- | -------- | --------- | ----------- | ---------- |
| 16         | 11        | 4    | 1        | 30        | 7           | +23        |

### Guinée équatoriale
| Date             | Lieu    | Match                        | Score | Compétition                               |
| 25 janvier 2012  | Bata    | Guinée équatoriale - Sénégal | 2-1   | CAN 2012 (1ertour)                        |
| 9 juin 2017      | Dakar   | Sénégal - Guinée équatoriale | 3-0   | Qualifications pour la CAN 2019 (2e tour) |
| 17 novembre 2018 | Bata    | Guinée équatoriale - Sénégal | 0-1   | Qualifications pour la CAN 2019 (2e tour) |
| 30 janvier 2022  | Yaoundé | Sénégal - Guinée équatoriale | 3-1   | CAN 2021 (Quart de finale)                |

| Rencontres | Victoires | Nuls | Défaites | Buts pour | Buts contre | Différence |
| ---------- | --------- | ---- | -------- | --------- | ----------- | ---------- |
| 4          | 3         | 0    | 1        | 8         | 3           | +5         |

## I

### Indonésie
Le Sénégal a affronté une fois l'Indonésie, en match amical (2-2).
| Date         | Lieu         | Match               | Score | Compétition                       |
| 11 août 1982 | Kuala Lumpur | Sénégal - Indonésie | 2-2   | Tournoi de Merdeka 1982 (1ertour) |

| Rencontres | Victoires | Nuls | Défaites | Buts pour | Buts contre | Différence |
| ---------- | --------- | ---- | -------- | --------- | ----------- | ---------- |
| 1          | 0         | 1    | 0        | 2         | 2           | -          |

### Iran
Le Sénégal a disputé deux matchs amicaux contre l'Iran, qui se sont soldés par des matchs nuls.
| Date              | Lieu             | Match          | Score | Compétition  |
| 1er avril 2009    | Téhéran          | Iran - Sénégal | 1-1   | Match amical |
| 27 septembre 2022 | Maria Enzersdorf | Iran - Sénégal | 1-1   | Match amical |

| Rencontres | Victoires | Nuls | Défaites | Buts pour | Buts contre | Différence |
| ---------- | --------- | ---- | -------- | --------- | ----------- | ---------- |
| 2          | 0         | 2    | 0        | 2         | 2           | -          |

### Irlande
Le Sénégal a disputé un matchs amical contre l'Irlande, qui s’est soldé par un matchs nul.
| Date        | Lieu          | Match             | Score | Compétition  |
| 6 juin 2025 | Aviva Stadium | Irlande - Sénégal | 1-1   | Match amical |

| Rencontres | Victoires | Nuls | Défaites | Buts pour | Buts contre | Différence |
| ---------- | --------- | ---- | -------- | --------- | ----------- | ---------- |
| 1          | 0         | 1    | 0        | 1         | 1           | -          |

## J

### Japon
Le Sénégal a affronté trois fois le Japon en match amical (2 victoires, 1 nul). La première rencontre officielle se déroule le 24 juin 2018, au 1er tour de la coupe du monde et se solde par un match nul (2-2).
| Date              | Lieu           | Match           | Score | Compétition                    |
| 27 mai 1987       | Hiroshima      | Japon - Sénégal | 2-2   | Match amical                   |
| 4 octobre 2001    | Lens           | Japon - Sénégal | 0-2   | Match amical                   |
| 10 septembre 2003 | Niigata        | Japon - Sénégal | 0-1   | Match amical                   |
| 24 juin 2018      | Iekaterinbourg | Japon - Sénégal | 2-2   | Coupe du monde 2018 (Groupe H) |

| Rencontres | Victoires | Nuls | Défaites | Buts pour | Buts contre | Différence |
| ---------- | --------- | ---- | -------- | --------- | ----------- | ---------- |
| 4          | 2         | 2    | 0        | 7         | 4           | +3         |

## K

### Kenya
Le Kenya et le Sénégal se sont affrontés à quatre reprises, à chaque fois au premier tour de la Coupe d'Afrique des nations. Les Lions se sont imposés trois fois.
| Date             | Lieu     | Match           | Score | Compétition         |
| 3 mars 1990      | Annaba   | Sénégal - Kenya | 0-0   | CAN 1990 (1er tour) |
| 16 janvier 1992  | Dakar    | Sénégal - Kenya | 3-0   | CAN 1992 (1er tour) |
| 30 janvier 2004  | Bizerte  | Sénégal - Kenya | 3-0   | CAN 2004 (1er tour) |
| 1er juillet 2019 | Le Caire | Kenya - Sénégal | 0-3   | CAN 2019 (1er tour) |

| Rencontres | Victoires | Nuls | Défaites | Buts pour | Buts contre | Différence |
| ---------- | --------- | ---- | -------- | --------- | ----------- | ---------- |
| 4          | 3         | 1    | 0        | 9         | 0           | +9         |

### Kosovo
Le Sénégal et le Kosovo se sont affrontés une fois, en match amical (3-1).
| Date        | Lieu   | Match            | Score | Compétition  |
| 25 mai 2014 | Genève | Kosovo - Sénégal | 1-3   | Match amical |

| Rencontres | Victoires | Nuls | Défaites | Buts pour | Buts contre | Différence |
| ---------- | --------- | ---- | -------- | --------- | ----------- | ---------- |
| 1          | 1         | 0    | 0        | 3         | 1           | +2         |

## L

### Lesotho
Le Sénégal et le Lesotho se sont affrontés deux fois, dans le cadre des éliminatoires de la CAN 2004. Le Sénégal a remporté les deux rencontres et s'est qualifié pour la compétition.
| Date             | Lieu   | Match             | Score | Compétition                     |
| 8 septembre 2002 | Maseru | Lesotho - Sénégal | 0-1   | Qualifications pour la CAN 2004 |
| 14 juin 2003     | Dakar  | Sénégal - Lesotho | 3-0   | Qualifications pour la CAN 2004 |

| Rencontres | Victoires | Nuls | Défaites | Buts pour | Buts contre | Différence |
| ---------- | --------- | ---- | -------- | --------- | ----------- | ---------- |
| 2          | 2         | 0    | 0        | 4         | 0           | +4         |

### Liberia
Le Sénégal a affronté le Liberia à 13 reprises. Il est invaincu, avec 8 victoires.
| Date             | Lieu     | Match             | Score | Compétition                                           |
| 2 août 1967      | Dakar    | Sénégal - Liberia | 4-1   | Qualifications pour la CAN 1968 (Groupe 1)            |
| 15 novembre 1967 | Monrovia | Liberia - Sénégal | 1-1   | Qualifications pour la CAN 1968 (Groupe 1)            |
| 1er février 1979 | Monrovia | Liberia - Sénégal | 1-1   | Match amical                                          |
| 29 janvier 1984  |          | Sénégal - Liberia | 0-0   |                                                       |
| 24 janvier 1990  | Nigeria  | Sénégal - Liberia | 1-0   | Coupe CEDEAO 1990 (Demi-finale)                       |
| 22 janvier 1995  | Monrovia | Liberia - Sénégal | 1-1   | Qualifications pour la CAN 1996 (Groupe 2)            |
| 30 juillet 1995  | Dakar    | Sénégal - Liberia | 3-0   | Qualifications pour la CAN 1996 (Groupe 2)            |
| 10 octobre 2004  | Monrovia | Liberia - Sénégal | 0-3   | Qualifications pour la Coupe du monde 2006 (Groupe 1) |
| 26 mars 2005     | Dakar    | Sénégal - Liberia | 6-1   | Qualifications pour la Coupe du monde 2006 (Groupe 1) |
| 15 juin 2008     | Monrovia | Liberia - Sénégal | 2-2   | Qualifications pour la Coupe du monde 2010 (Groupe 6) |
| 21 juin 2008     | Dakar    | Sénégal - Liberia | 3-1   | Qualifications pour la Coupe du monde 2010 (Groupe 6) |
| 2 juin 2012      | Dakar    | Sénégal - Liberia | 3-1   | Qualifications pour la Coupe du monde 2014 (Groupe J) |
| 16 juin 2013     | Monrovia | Liberia - Sénégal | 0-2   | Qualifications pour la Coupe du monde 2014 (Groupe J) |

| Rencontres | Victoires | Nuls | Défaites | Buts pour | Buts contre | Différence |
| ---------- | --------- | ---- | -------- | --------- | ----------- | ---------- |
| 13         | 8         | 5    | 0        | 30        | 9           | +21        |

### Luxembourg
Le Sénégal et le Luxembourg s'affrontent pour la première fois en match amical le 31 mai 2018.
| Date        | Lieu       | Match                | Score | Compétition  |
| 31 mai 2018 | Luxembourg | Luxembourg - Sénégal | 0-0   | Match amical |

| Rencontres | Victoires | Nuls | Défaites | Buts pour | Buts contre | Différence |
| ---------- | --------- | ---- | -------- | --------- | ----------- | ---------- |
| 1          | 0         | 1    | 0        | 0         | 0           | 0          |

## M

### Madagascar
Le Sénégal et Madagascar se sont affrontés en matchs aller-retour au 2d tour des qualifications pour la coupe du monde 2018. Le Sénégal s'est imposé 5-2 au total des deux matchs.
Ils se retrouvent à nouveau pour les qualifications de la CAN 2019. Ils terminent aux deux premières places du groupe A et se qualifient pour la phase finale de la compétition.
| Date             | Lieu         | Match                | Score | Compétition                                          |
| 13 novembre 2015 | Antananarivo | Madagascar - Sénégal | 2-2   | Qualifications pour la Coupe du monde 2018 (2e tour) |
| 17 novembre 2015 | Dakar        | Sénégal - Madagascar | 3-0   | Qualifications pour la Coupe du monde 2018 (2e tour) |
| 9 septembre 2018 | Madagascar   | Madagascar - Sénégal | 2-2   | Qualifications pour la CAN 2019 (2e tour)            |
| 23 mars 2019     | Thiès        | Sénégal - Madagascar | 2-0   | Qualifications pour la CAN 2019 (2e tour)            |

| Rencontres | Victoires | Nuls | Défaites | Buts pour | Buts contre | Différence |
| ---------- | --------- | ---- | -------- | --------- | ----------- | ---------- |
| 4          | 2         | 2    | 0        | 9         | 4           | +5         |

### Malaisie
| Date         | Lieu         | Match              | Score | Compétition             |
| 13 août 1982 | Kuala Lumpur | Malaisie - Sénégal | 1-0   | Tournoi de Merdeka 1982 |

| Rencontres | Victoires | Nuls | Défaites | Buts pour | Buts contre | Différence |
| ---------- | --------- | ---- | -------- | --------- | ----------- | ---------- |
| 1          | 0         | 0    | 1        | 0         | 1           | -1         |

### Malawi
| Date            | Lieu           | Match            | Score | Compétition                       |
| 4 août 1987     | Nairobi        | Malawi - Sénégal | 2-0   | Jeux africains de 1987 (1er tour) |
| 10 juin 2007    | Blantyre       | Malawi - Sénégal | 2-3   | Match amical                      |
| 14 Juillet 2021 | Port Elizabeth | Sénégal - Malawi | 2-1   | 2021 COSAFA Cup                   |
| 18 janvier 2022 | Bafoussam      | Malawi - Sénégal | 0-0   | CAN 2021 - 1er tour (Groupe B)    |

| Rencontres | Victoires | Nuls | Défaites | Buts pour | Buts contre | Différence |
| ---------- | --------- | ---- | -------- | --------- | ----------- | ---------- |
| 4          | 2         | 1    | 1        | 5         | 5           | -1         |

### Mali
Le Sénégal a affronté 41 fois le Mali. Il s'est imposé à 16 reprises.
| Date              | Lieu               | Match          | Score             | Compétition                                    |
| 24 février 1963   | Kumasi             | Mali - Sénégal | 3-1               | Tournoi d'Afrique de l'Ouest (Demi-finale)     |
| 7 mars 1965       | Dakar              | Sénégal - Mali | 3-0               | Qualifications pour les Jeux africains de 1965 |
| 14 mars 1965      | Dakar              | Mali - Sénégal | 4-0               | Qualifications pour les Jeux africains de 1965 |
| 18 avril 1965     | Dakar              | Mali - Sénégal | 0-2               | Qualifications pour la CAN 1965                |
| 5 mai 1965        | Dakar              | Sénégal - Mali | 3-1               | Qualifications pour la CAN 1965                |
| 2 septembre 1967  | Dakar              | Sénégal - Mali | 1-1               | Match amical                                   |
| 19 décembre 1971  | Dakar              | Sénégal - Mali | 4-1               | Match amical                                   |
| 5 octobre 1972    | Dakar              | Sénégal - Mali | 1-1               | Qualifications pour les Jeux africains de 1973 |
| 16 février 1975   | Bamako             | Mali - Sénégal | 2-1               | Match amical                                   |
| 14 janvier 1979   | Bissau             | Sénégal - Mali | 1-0               | Coupe Amílcar Cabral 1979 (Finale)             |
| 10 mars 1979      | Dakar              | Sénégal - Mali | 2-1               | Match amical                                   |
| 25 mars 1979      | Bamako             | Mali - Sénégal | 2-1               | Match amical                                   |
| 10 février 1980   | Banjul             | Mali - Sénégal | 1-0               | Coupe Amílcar Cabral 1980 (1er tour)           |
| 17 février 1982   | Praia              | Sénégal - Mali | 1-0               | Coupe Amílcar Cabral 1982 (Demi-finale)        |
| 27 juillet 1983   | Nouakchott         | Sénégal - Mali | 2-1               | Coupe Amílcar Cabral 1983 (Demi-finale)        |
| 2 février 1984    | Abidjan            | Sénégal - Mali | 2-2               | Tournoi d'Abidjan (1er tour)                   |
| 11 février 1984   | Freetown           | Mali - Sénégal | 1-0               | Coupe Amílcar Cabral 1984 (1er tour)           |
| 16 février 1985   | Banjul             | Sénégal - Mali | 2-2               | Coupe Amílcar Cabral 1985 (1er tour)           |
| 5 février 1986    | Dakar              | Sénégal - Mali | 1-0               | Coupe Amílcar Cabral 1986 (1er tour)           |
| 5 mai 1988        | Bissau             | Mali - Sénégal | 1-1 ap. (tàb 6-5) | Coupe Amílcar Cabral 1988 (demi-finale)        |
| 27 mai 1989       | Bamako             | Sénégal - Mali | 2-2               | Coupe Amílcar Cabral 1989 (1er tour)           |
| 20 juin 1993      | Bamako             | Mali - Sénégal | 0-2               | Match amical                                   |
| 27 novembre 1993  | Freetown           | Mali - Sénégal | 1-0               | Coupe Amílcar Cabral 1993 (1er tour)           |
| 23 janvier 1994   | Bamako             | Mali - Sénégal | 1-0               | Match amical                                   |
| 30 janvier 1994   | Dakar              | Sénégal - Mali | 0-0               | Match amical                                   |
| 15 septembre 1996 | Dakar              | Sénégal - Mali | 1-0               | Match amical                                   |
| 12 janvier 1997   | Bamako             | Mali - Sénégal | 0-0               | Match amical                                   |
| 16 février 1997   | Dakar              | Sénégal - Mali | 1-1               | Match amical                                   |
| 19 novembre 1997  | Dakar              | Sénégal - Mali | 1-2               | Match amical                                   |
| 7 décembre 1997   | Banjul             | Mali - Sénégal | 1-0               | Coupe Amílcar Cabral 1997 (finale)             |
| 26 juillet 1998   | Dakar              | Sénégal - Mali | 3-1               | Match amical                                   |
| 1er juin 1999     | Bamako             | Mali - Sénégal | 1-1               | Match amical                                   |
| 11 mai 2000       | Praia              | Sénégal - Mali | 2-2 ap. (tàb 3-2) | Coupe Amílcar Cabral 2000 (demi-finale)        |
| 4 février 2001    | Dakar              | Sénégal - Mali | 1-0               | Match amical                                   |
| 2 février 2004    | Tunis              | Sénégal - Mali | 1-1               | CAN 2004 (1ertour)                             |
| 5 septembre 2004  | Bamako             | Mali - Sénégal | 2-2               | Qualifications pour la coupe du monde 2006     |
| 8 octobre 2005    | Dakar              | Sénégal - Mali | 3-0               | Qualifications pour la coupe du monde 2006     |
| 17 novembre 2007  | Colombes           | Mali - Sénégal | 2-3               | Match amical                                   |
| 5 mars 2014       | Saint-Leu-la-Forêt | Sénégal - Mali | 1-1               | Match amical                                   |
| 6 août 2017       | Dakar              | Sénégal - Mali | 1-1               | Match amical                                   |
| 22 mars 2019      | Dakar              | Sénégal - Mali | 2-1               | Match amical                                   |

| Rencontres | Victoires | Nuls | Défaites | Buts pour | Buts contre | Différence |
| ---------- | --------- | ---- | -------- | --------- | ----------- | ---------- |
| 41         | 16        | 15   | 10       | 55        | 43          | +12        |

### Maroc
| Date              | Lieu       | Match           | Score | Compétition                                |
| 1er novembre 1981 |            | Sénégal - Maroc | 2-0   | Match amical                               |
| 12 mai 1982       |            | Sénégal - Maroc | 2-1   | Match amical                               |
| 9 mars 1983       |            | Sénégal - Maroc | 1-0   | Match amical                               |
| 10 mars 1983      |            | Sénégal - Maroc | 0-0   | Match amical                               |
| 25 septembre 1983 | Casablanca | Maroc - Sénégal | 1-0   | Qualifications aux JO 1984 (2e tour)       |
| 9 octobre 1983    | Dakar      | Sénégal - Maroc | 1-1   | Qualifications aux JO 1984 (2e tour)       |
| 23 juin 1984      |            | Maroc - Sénégal | 2-1   | Match amical                               |
| 1er avril 1989    |            | Sénégal - Maroc | 2-1   | Match amical                               |
| 19 octobre 1990   |            | Maroc - Sénégal | 0-0   | Match amical                               |
| 18 avril 1993     | Casablanca | Maroc - Sénégal | 1-0   | Qualifications pour la Coupe du monde 1994 |
| 17 juillet 1993   | Dakar      | Sénégal - Maroc | 1-3   | Qualifications pour la Coupe du monde 1994 |
| 1er mars 1995     |            | Maroc - Sénégal | 2-0   | Match amical                               |
| 22 février 1997   | Dakar      | Sénégal - Maroc | 0-0   | Qualifications pour la CAN 1998            |
| 27 juillet 1997   | Rabat      | Maroc - Sénégal | 3-0   | Qualifications pour la CAN 1998            |
| 2 septembre 1998  |            | Maroc - Sénégal | 2-0   | Match amical                               |
| 21 décembre 1999  |            | Maroc - Sénégal | 0-0   | Match amical                               |
| 24 février 2001   | Rabat      | Maroc - Sénégal | 0-0   | Qualifications pour la Coupe du monde 2002 |
| 14 juillet 2001   | Dakar      | Sénégal - Maroc | 1-0   | Qualifications pour la Coupe du monde 2002 |
| 12 février 2003   | Paris      | Maroc - Sénégal | 1-0   | Match amical                               |
| 21 novembre 2007  | Créteil    | Maroc - Sénégal | 3-0   | Match amical                               |
| 10 août 2011      | Dakar      | Sénégal - Maroc | 0-2   | Match amical                               |
| 25 mai 2012       | Marrakech  | Maroc - Sénégal | 0-1   | Match amical                               |
| 9 octobre 2020    | Rabat      | Maroc - Sénégal | 3-1   | Match amical                               |

### Maurice
Le Sénégal a affronté 2 fois Maurice en 2010-2011, dans le cadre des qualifications pour la CAN 2012. Il s'est imposé les deux fois, en enregistrant même la plus large victoire de son histoire (7-0).
| Date             | Lieu      | Match             | Score | Compétition                     |
| 9 octobre 2010   | Dakar     | Sénégal - Maurice | 7-0   | Qualifications pour la CAN 2012 |
| 3 septembre 2011 | Belle Vue | Maurice - Sénégal | 0-2   | Qualifications pour la CAN 2012 |

| Rencontres | Victoires | Nuls | Défaites | Buts pour | Buts contre | Différence |
| ---------- | --------- | ---- | -------- | --------- | ----------- | ---------- |
| 2          | 2         | 0    | 0        | 9         | 0           | +9         |

### Mexique
Le Sénégal a affronté deux fois le Mexique, en match amical. Il s'est incliné les deux fois.
| Date            | Lieu    | Match             | Score | Compétition  |
| 10 mai 2010     | Chicago | Mexique - Sénégal | 1-0   | Match amical |
| 10 février 2016 | Miami   | Mexique - Sénégal | 2-0   | Match amical |

| Rencontres | Victoires | Nuls | Défaites | Buts pour | Buts contre | Différence |
| ---------- | --------- | ---- | -------- | --------- | ----------- | ---------- |
| 2          | 0         | 0    | 2        | 0         | 3           | -3         |

### Mozambique
Le Sénégal et le Mozambique se sont affrontés cinq fois, toujours en match officiel : CAN 1986 et qualifications pour la coupe du monde 1994 et la CAN 2008.
| Date             | Lieu     | Match                | Score | Compétition                                           |
| 10 mars 1986     | Le Caire | Sénégal - Mozambique | 2-0   | CAN 1986 (1er tour)                                   |
| 25 octobre 1992  | Maputo   | Mozambique - Sénégal | 0-1   | Qualifications pour la coupe du monde 1994 (1er tour) |
| 30 janvier 1993  | Dakar    | Sénégal - Mozambique | 6-1   | Qualifications pour la coupe du monde 1994 (1er tour) |
| 2 septembre 2006 | Dakar    | Sénégal - Mozambique | 2-0   | Qualifications pour la CAN 2008                       |
| 17 juin 2007     | Matola   | Mozambique - Sénégal | 0-0   | Qualifications pour la CAN 2008                       |
| 20 Mars 2023     |          | Sénégal - Mozambique |       | Qualifications pour la CAN 2023                       |
| 28 Mars 2023     |          | Mozambique - Sénégal |       | Qualifications pour la CAN 2023                       |

| Rencontres | Victoires | Nuls | Défaites | Buts pour | Buts contre | Différence |
| ---------- | --------- | ---- | -------- | --------- | ----------- | ---------- |
| 5          | 4         | 1    | 0        | 11        | 1           | +10        |

## N

### Namibie
Le Sénégal a affronté sept fois la Namibie, et s'est imposé à chaque fois. Les dernières confrontations ont eu lieu dans le cadre des éliminatoires pour la coupe du monde 2022.
| Date             | Lieu         | Match             | Score | Compétition                                |
| 10 mars 2001     | Dakar        | Sénégal - Namibie | 4-0   | Qualifications pour la coupe du monde 2002 |
| 21 juillet 2001  | Windhoek     | Namibie - Sénégal | 0-5   | Qualifications pour la coupe du monde 2002 |
| 12 janvier 2008  | Dakar        | Sénégal - Namibie | 3-1   | Match amical                               |
| 5 septembre 2015 | Windhoek     | Namibie - Sénégal | 0-2   | Qualifications pour la CAN 2017            |
| 3 septembre 2016 | Dakar        | Sénégal - Namibie | 2-0   | Qualifications pour la CAN 2017            |
| 9 octobre 2021   | Thiès        | Sénégal - Namibie | 4-1   | Qualifications pour la coupe du monde 2022 |
| 12 octobre 2021  | Johannesburg | Namibie - Sénégal | 1-3   | Qualifications pour la coupe du monde 2022 |

| Rencontres | Victoires | Nuls | Défaites | Buts pour | Buts contre | Différence |
| ---------- | --------- | ---- | -------- | --------- | ----------- | ---------- |
| 7          | 7         | 0    | 0        | 23        | 3           | +20        |

### Niger
Le Sénégal a affronté 9 fois le Niger et ne s'est incliné qu'une seule fois (6 victoires, 2 nuls, 1 défaite).
| Date             | Lieu    | Match           | Score              | Compétition                              |
| 16 avril 1963    | Dakar   | Sénégal - Niger | 3-1                | Jeux de l'Amitié (1er tour)              |
| 14 novembre 1982 |         | Niger - Sénégal | 0-0                | Qualifications pour la CAN 1984          |
| 28 novembre 1982 |         | Sénégal - Niger | 1-0                | Qualifications pour la CAN 1984          |
| 23 janvier 1983  |         | Niger - Sénégal | 2-0                | Qualifications pour la Coupe CEDEAO 1983 |
| 6 février 1983   |         | Sénégal - Niger | 2-0 (t. a. b. 5-3) | Qualifications pour la Coupe CEDEAO 1983 |
| 9 octobre 1994   |         | Sénégal - Niger | 3-1                | Amical                                   |
| 14 novembre 2012 |         | Niger - Sénégal | 1-1                | Amical                                   |
| 26 mars 2016     | Dakar   | Sénégal - Niger | 2-0                | Qualifications pour la CAN 2017          |
| 29 mars 2016     | Niamey  | Niger - Sénégal | 1-2                | Qualifications pour la CAN 2017          |
| 8 janvier 2024   | Sénégal | Sénégal- Niger  | 1-0                | Amical                                   |

| Rencontres | Victoires | Nuls | Défaites | Buts pour | Buts contre | Différence |
| ---------- | --------- | ---- | -------- | --------- | ----------- | ---------- |
| 9          | 7         | 2    | 1        | 15        | 6           | +9         |

### Nigeria
Le Sénégal a affronté 22 fois le Nigeria. Le bilan est en faveur des Super Eagles (10 victoires, 6 nuls, 6 défaites).
| Date              | Lieu      | Match             | Score     | Compétition                                           |
| 27 février 1963   |           | Sénégal - Nigeria | 0-4       | Tournoi d'Afrique de l'Ouest (Match pour la 3e place) |
| 14 avril 1963     | Dakar     | Sénégal - Nigeria | 5-1       | Jeux de l'Amitié (1er tour)                           |
| 3 avril 1971      |           | Nigeria - Sénégal | 1-2       | Qualifications pour les Jeux olympiques de 1972       |
| 18 avril 1971     |           | Sénégal - Nigeria | 1-1       | Qualifications pour les Jeux olympiques de 1972       |
| 2 février 1975    |           | Sénégal - Nigeria | 0-1       | Amical                                                |
| 22 février 1975   |           | Nigeria - Sénégal | 1-1       | Amical                                                |
| 25 avril 1975     |           | Sénégal - Nigeria | 1-0       | Tournoi amical                                        |
| 12 juin 1977      |           | Sénégal - Nigeria | 3-1       | Qualifications pour la CAN 1978                       |
| 25 juin 1977      |           | Nigeria - Sénégal | 3-0       | Qualifications pour la CAN 1978                       |
| 29 septembre 1979 |           | Sénégal - Nigeria | 0-2       | Amical                                                |
| 5 novembre 1983   |           | Nigeria - Sénégal | 1-0       | Qualifications pour la Coupe CEDEAO 1963              |
| 19 novembre 1983  |           | Sénégal - Nigeria | 0-1       | Qualifications pour la Coupe CEDEAO 1963              |
| 28 janvier 1990   |           | Nigeria - Sénégal | 0-0 (tab) | Coupe CEDEAO (Finale)                                 |
| 12 janvier 1992   | Dakar     | Sénégal - Nigeria | 1-2       | Coupe d'Afrique des nations (1er tour)                |
| 28 février 1999   | Dakar     | Sénégal - Nigeria | 1-1       | Qualifications pour la CAN 2000                       |
| 7 février 2000    | Lagos     | Nigeria - Sénégal | 2-1 a. p. | Coupe d'Afrique des nations (Quart de finale)         |
| 7 février 2002    | Bamako    | Nigeria - Sénégal | 1-2 a. p. | Coupe d'Afrique des nations (Demi-finale)             |
| 12 octobre 2002   | Dakar     | Sénégal - Nigeria | 2-2       | Amical                                                |
| 31 janvier 2006   | Port-Saïd | Nigeria - Sénégal | 2-1       | Coupe d'Afrique des nations (1er tour)                |
| 9 février 2006    | Le Caire  | Sénégal - Nigeria | 0-1       | Coupe d'Afrique des nations (Match pour la 3e place)  |
| 23 mars 2017      | Londres   | Nigeria - Sénégal | 1-1       | Amical                                                |
| 16 juin 2019      | Ismaïlia  | Sénégal - Nigeria | 1-0       | Amical                                                |

| Rencontres | Victoires | Nuls | Défaites | Buts pour | Buts contre | Différence |
| ---------- | --------- | ---- | -------- | --------- | ----------- | ---------- |
| 22         | 6         | 6    | 10       | 23        | 29          | -6         |

### Norvège
Le Sénégal a affronté une fois la Norvège, en match amical (victoire 2-1).
| Date          | Lieu  | Match             | Score | Compétition  |
| 1er mars 2006 | Dakar | Sénégal - Norvège | 2-1   | Match amical |

| Rencontres | Victoires | Nuls | Défaites | Buts pour | Buts contre | Différence |
| ---------- | --------- | ---- | -------- | --------- | ----------- | ---------- |
| 1          | 1         | 0    | 0        | 2         | 1           | +1         |

## O

### Oman
Le Sénégal a affronté quatre fois Oman, en match amical. Il a remporté la première confrontation en 1994, puis a perdu les trois suivantes.
| Date             | Lieu    | Match          | Score | Compétition  |
| 23 octobre 1994  | Mascate | Oman - Sénégal | 0-1   | Match amical |
| 25 octobre 1994  | Mascate | Oman - Sénégal | 2-1   | Match amical |
| 22 décembre 2008 | Mascate | Oman - Sénégal | 1-0   | Match amical |
| 28 mars 2009     | Mascate | Oman - Sénégal | 2-0   | Match amical |

| Rencontres | Victoires | Nuls | Défaites | Buts pour | Buts contre | Différence |
| ---------- | --------- | ---- | -------- | --------- | ----------- | ---------- |
| 4          | 1         | 0    | 3        | 2         | 5           | -3         |

### Ouganda
Le Sénégal a affronté six fois l'Ouganda, pour trois victoires et trois nuls. Les deux équipes étaient dans le même groupe de qualification pour la CAN 2002 et la coupe du monde 2014.
| Date             | Lieu      | Match             | Score | Compétition                                           |
| 13 janvier 2001  | Kampala   | Ouganda - Sénégal | 1-1   | Qualifications pour la CAN 2002 (Groupe 5)            |
| 24 mars 2001     | Dakar     | Sénégal - Ouganda | 3-0   | Qualifications pour la CAN 2002 (Groupe 5)            |
| 9 juin 2012      | Kampala   | Ouganda - Sénégal | 1-1   | Qualifications pour la Coupe du monde 2014 (Groupe J) |
| 7 septembre 2013 | Marrakech | Sénégal - Ouganda | 1-0   | Qualifications pour la Coupe du monde 2014 (Groupe J) |
| 5 juin 2017      | Dakar     | Sénégal - Ouganda | 0-0   | Match amical                                          |
| 5 juillet 2019   | Le Caire  | Ouganda - Sénégal | 0-1   | CAN 2019 (Huitième de finale)                         |

| Rencontres | Victoires | Nuls | Défaites | Buts pour | Buts contre | Différence |
| ---------- | --------- | ---- | -------- | --------- | ----------- | ---------- |
| 6          | 3         | 3    | 0        | 7         | 2           | +5         |

### Ouzbékistan
Le Sénégal et l'Ouzbékistan se sont affrontés une fois, en match amical (1-1).
| Date         | Lieu       | Match                 | Score | Compétition  |
| 23 mars 2018 | Casablanca | Sénégal - Ouzbékistan | 1-1   | Match amical |

| Rencontres | Victoires | Nuls | Défaites | Buts pour | Buts contre | Différence |
| ---------- | --------- | ---- | -------- | --------- | ----------- | ---------- |
| 1          | 0         | 1    | 0        | 1         | 1           | 0          |

## P

### Pays-Bas
Le Sénégal et les Pays-Bas se sont affrontés une fois, au 1er tour de la coupe du monde 2022.
| Date             | Lieu | Match              | Score | Compétition                    |
| 21 novembre 2022 | Doha | Sénégal - Pays-Bas | 0-2   | Coupe du monde 2022 (Groupe A) |

### Pologne
Le Sénégal et la Pologne se sont affrontés pour la première fois au 1er tour de la coupe du monde 2018.
| Date         | Lieu   | Match             | Score | Compétition                    |
| 19 juin 2018 | Moscou | Pologne - Sénégal | 1-2   | Coupe du monde 2018 (Groupe H) |

| Rencontres | Victoires | Nuls | Défaites | Buts pour | Buts contre | Différence |
| ---------- | --------- | ---- | -------- | --------- | ----------- | ---------- |
| 1          | 1         | 0    | 0        | 2         | 1           | +1         |

## Q

### Qatar

#### Confrontations
Confrontations entre le Sénégal et le Qatar :
|   | Date             | Lieu | Match           | Score | Compétition                 |
| - | ---------------- | ---- | --------------- | ----- | --------------------------- |
| 1 | 25 novembre 2022 | Doha | Qatar - Sénégal | 1-3   | Coupe du monde 2022 (gr. A) |

#### Bilan
Au 25 novembre 2022 :
- Total de matchs disputés : 1
- Victoires du Qatar : 0
- Match nul : 0
- Victoires du Sénégal : 1
- Total de buts marqués par le Qatar : 1
- Total de buts marqués par le Sénégal : 3

## R

### République centrafricaine
| Date             | Lieu  | Match                               | Score | Compétition  |
| 21 novembre 1989 | Dakar | Sénégal - République centrafricaine | 3-0   | Match amical |

| Rencontres | Victoires | Nuls | Défaites | Buts pour | Buts contre | Différence |
| ---------- | --------- | ---- | -------- | --------- | ----------- | ---------- |
| 1          | 1         | 0    | 0        | 3         | 0           | +3         |

### République du Congo
Le Sénégal et le Congo se sont affrontés à douze reprises depuis 1964. Le bilan général est en faveur des Lions (six victoires). En matchs officiels, le Sénégal s'est imposé au 1er tour de la CAN 1968. Lors des éliminatoires (communs) pour la CAN et la coupe du monde de 2006, les Lions s'imposent à domicile et obtiennent le nul à Brazzaville. Ils se qualifient ainsi pour la CAN mais pas pour la coupe du monde. 
Le Sénégal s'impose à deux reprises dans le cadre des qualifications à la coupe du monde 2022 et termine en tête de son groupe.
| Date             | Lieu        | Match                         | Score | Compétition                                               |
| 1964             |             | République du Congo - Sénégal | 3-1   | Match amical                                              |
| 14 janvier 1968  | Asmara      | Sénégal - République du Congo | 2-1   | Coupe d'Afrique des nations (1er tour)                    |
| 22 janvier 1969  |             | République du Congo - Sénégal | 1-0   | Match amical                                              |
| 9 janvier 1972   |             | Sénégal - République du Congo | 0-2   | Match amical                                              |
| 26 novembre 1989 |             | République du Congo - Sénégal | 0-0   | Match amical                                              |
| 5 juin 2004      | Dakar       | Sénégal - République du Congo | 2-0   | Qualifications pour la CAN 2006 et la coupe du monde 2006 |
| 5 juin 2005      | Brazzaville | République du Congo - Sénégal | 0-0   | Qualifications pour la CAN 2006 et la coupe du monde 2006 |
| 11 janvier 2017  | Brazzaville | République du Congo - Sénégal | 0-2   | Match amical                                              |
| 13 novembre 2019 | Thiès       | Sénégal - République du Congo | 2-0   | Qualifications pour la CAN 2021                           |
| 26 mars 2021     | Brazzaville | République du Congo - Sénégal | 0-0   | Qualifications pour la CAN 2021                           |
| 7 septembre 2021 | Brazzaville | République du Congo - Sénégal | 1-3   | Qualifications pour la coupe du monde 2022                |
| 14 novembre 2021 | Thiès       | Sénégal - République du Congo | 2-0   | Qualifications pour la coupe du monde 2022                |

| Rencontres | Victoires | Nuls | Défaites | Buts pour | Buts contre | Différence |
| ---------- | --------- | ---- | -------- | --------- | ----------- | ---------- |
| 12         | 6         | 3    | 3        | 14        | 8           | +4         |

### Rwanda
| Date             | Lieu       | Match            | Score | Compétition                     |
| 28 mai 2016      | Kigali     | Rwanda - Sénégal | 0-2   | Match amical                    |
| 7 juin 2022      | Diamniadio | Rwanda - Sénégal | 0-1   | Qualifications pour la CAN 2023 |
| 9 septembre 2023 | Butare     | Sénégal - Rwanda | 1-1   | Qualifications pour la CAN 2023 |

| Rencontres | Victoires | Nuls | Défaites | Buts pour | Buts contre | Différence |
| ---------- | --------- | ---- | -------- | --------- | ----------- | ---------- |
| 3          | 2         | 1    | 0        | 4         | 1           | +3         |

## S

### Sierra Leone

#### Confrontations
Confrontations entre la Sierra Leone et le Sénégal :
|    | Date             | Lieu       | Match                  | Score           | Compétition                                                                             |
| -- | ---------------- | ---------- | ---------------------- | --------------- | --------------------------------------------------------------------------------------- |
| 1  | 11 octobre 1970  | Freetown   | Sierra Leone - Sénégal | 1-0             | Match amical                                                                            |
| 2  | 25 juillet 1971  |            | Sénégal - Sierra Leone | 2-1             | Match amical                                                                            |
| 3  | 17 novembre 1980 | Dakar      | Sénégal - Sierra Leone | 2-0             | Qualifications à la Coupe d'Afrique des nations 1982 (tour préliminaire)                |
| 4  | 30 novembre 1980 | Freetown   | Sierra Leone - Sénégal | 1-2             | Qualifications à la Coupe d'Afrique des nations 1982 (tour préliminaire)                |
| 5  | 15 février 1982  | Praia      | Sénégal - Sierra Leone | 2-0             | Coupe Amílcar Cabral 1982 (en) (gr. B)                                                  |
| 6  | 19 février 1984  | Freetown   | Sierra Leone - Sénégal | 0-0 (tab : 4-5) | Coupe Amílcar Cabral 1984 (en) (finale)                                                 |
| 7  | 10 février 1986  | Dakar      | Sénégal - Sierra Leone | 3-1             | Coupe Amílcar Cabral 1986 (en) (finale)                                                 |
| 8  | 23 février 1987  | Conakry    | Sierra Leone - Sénégal | 1-0             | Coupe Amílcar Cabral 1987 (en) (gr. B)                                                  |
| 9  | 2 mars 1987      | Conakry    | Sénégal - Sierra Leone | 0-0 (tab : 3-0) | Coupe Amílcar Cabral 1987 (en) (match pour la 3e place)                                 |
| 10 | 2 mai 1988       | Bissau     | Sénégal - Sierra Leone | 2-2             | Coupe Amílcar Cabral 1988 (en) (gr. B)                                                  |
| 11 | 7 mai 1988       | Bissau     | Sénégal - Sierra Leone | 2-1             | Coupe Amílcar Cabral 1988 (en) (match pour la 3e place)                                 |
| 12 | 8 novembre 1992  | Freetown   | Sierra Leone - Sénégal | 2-0             | Qualifications à la Coupe d'Afrique des nations 1994 (gr. 3)                            |
| 13 | 11 juillet 1993  | Dakar      | Sénégal - Sierra Leone | 1-1             | Qualifications à la Coupe d'Afrique des nations 1994 (gr. 3)                            |
| 14 | 5 décembre 1993  | Freetown   | Sierra Leone - Sénégal | 2-0             | Coupe Amílcar Cabral 1993 (en) (finale)                                                 |
| 15 | 22 novembre 1995 | Nouakchott | Sénégal - Sierra Leone | 1-1             | Coupe Amílcar Cabral 1995 (en) (gr. B)                                                  |
| 16 | 4 mai 2000       | Praia      | Sénégal - Sierra Leone | 3-0             | Coupe Amílcar Cabral 2000 (gr. A)                                                       |
| 17 | 14 mars 2010     | Dakar      | Sénégal - Sierra Leone | 1-0             | Qualifications au Championnat d'Afrique des nations 2011 (en) (zone Ouest A - 1er tour) |
| 18 | 28 mars 2010     | Freetown   | Sierra Leone - Sénégal | 1-0 (tab : 3-4) | Qualifications au Championnat d'Afrique des nations 2011 (en) (zone Ouest A - 1er tour) |
| 19 | 15 juillet 2017  | Freetown   | Sierra Leone - Sénégal | 1-1             | Qualifications au Championnat d'Afrique des nations 2018 (zone Ouest A - 1er tour)      |
| 20 | 22 juillet 2017  | Dakar      | Sénégal - Sierra Leone | 3-1             | Qualifications au Championnat d'Afrique des nations 2018 (zone Ouest A - 1er tour)      |

#### Bilan
Au 22 avril 2019 :
- Total de matchs disputés : 20
- Victoires de la Sierra Leone : 5
- Matchs nuls : 6
- Victoires du Sénégal : 9
- Total de buts marqués par la Sierra Leone : 17
- Total de buts marqués par le Sénégal : 25

### Soudan
Le Sénégal a remporté trois confrontations face au Soudan contre un match nul.
| Date             | Lieu     | Match             | Score | Compétition                               |
| 12 janvier 2012  | Dakar    | Sénégal - Soudan  | 1-0   | Match amical                              |
| 13 octobre 2018  | Dakar    | Sénégal - Soudan  | 3-0   | Qualifications pour la CAN 2019 (2e tour) |
| 16 octobre 2018  | Khartoum | Soudan - Sénégal  | 0-1   | Qualifications pour la CAN 2019 (2e tour) |
| 17 Mars 2024     | Khartoum | Soudan vs Sénégal | 0-0   | FIFA 2026 Qualification                   |
| 1 Septembre 2025 | Dakar    | Sénégal - Soudan  |       | FIFA 2026 Qualification                   |

| Rencontres | Victoires | Nuls | Défaites | Buts pour | Buts contre | Différence |
| ---------- | --------- | ---- | -------- | --------- | ----------- | ---------- |
| 3          | 3         | 0    | 0        | 5         | 0           | +5         |

### Suède
Le Sénégal et la Suède se sont rencontrés en huitièmes de finale de la coupe du monde 2002. Le Sénégal s'est imposé 2-1 après prolongations.
| Date         | Lieu | Match           | Score    | Compétition                              |
| 16 juin 2002 | Oita | Suède - Sénégal | 1-2 (ap) | Coupe du monde 2002 (Huitième de finale) |

## T

### Tanzanie
Le Sénégal a affronté trois fois la Tanzanie, dans le cadre des éliminatoires pour la CAN 2008 puis au premier tour de la CAN 2019.
| Date         | Lieu     | Match              | Score | Compétition                     |
| 24 mars 2007 | Dakar    | Sénégal - Tanzanie | 4-0   | Qualifications pour la CAN 2008 |
| 2 juin 2007  | Mwanza   | Tanzanie - Sénégal | 1-1   | Qualifications pour la CAN 2008 |
| 23 juin 2019 | Le Caire | Sénégal - Tanzanie | 2-0   | CAN 2019                        |

| Rencontres | Victoires | Nuls | Défaites | Buts pour | Buts contre | Différence |
| ---------- | --------- | ---- | -------- | --------- | ----------- | ---------- |
| 3          | 2         | 1    | 0        | 7         | 1           | +6         |

### Togo
| Date               | Lieu   | Match          | Score | Compétition                                               |
| juin 1965          |        | Sénégal - Togo | 2 - 0 | Match amical                                              |
| 25 octobre 1970    |        | Togo - Sénégal | 3 - 0 | Match amical                                              |
| 23 avril 1972      | Lomé   | Togo - Sénégal | 1 - 3 | Qualifications pour les Jeux olympiques 1972              |
| 14 mai 1972        | Dakar  | Sénégal - Togo | 0 - 0 | Qualifications pour les Jeux olympiques 1972              |
| 1er juin 1975      | Dakar  | Sénégal - Togo | 1 - 0 | Qualifications pour les Jeux olympiques 1976              |
| 18 juin 1975       | Dakar  | Sénégal - Togo | 1 - 1 | Qualifications pour les Jeux olympiques 1976              |
| 17 octobre 1976    | Lomé   | Togo - Sénégal | 1 - 0 | Tours préliminaires à la Coupe du monde de football 1978  |
| 31 octobre 1976    | Dakar  | Sénégal - Togo | 1 - 1 | Tours préliminaires à la Coupe du monde de football 1978  |
| 13 mars 1977       | Dakar  | Sénégal - Togo | 2 - 1 | Qualifications pour la CAN 1978                           |
| 26 mars 1977       | Lomé   | Togo - Sénégal | 0 - 1 | Qualifications pour la CAN 1978                           |
| 3 février 1979     |        | Togo - Sénégal | 1 - 0 |                                                           |
| 27 octobre 1982    | Dakar  | Sénégal - Togo | 1 - 2 | Match amical                                              |
| 31 mars 1985       | Tsévié | Togo - Sénégal | 0 - 1 | Qualifications pour la CAN 1986                           |
| 14 avril 1985      | Dakar  | Sénégal - Togo | 1 - 1 | Qualifications pour la CAN 1986                           |
| 16 août 1992       | Dakar  | Sénégal - Togo | 2 - 0 | Qualifications pour la CAN 1994                           |
| 24 janvier 1993    | Lomé   | Togo - Sénégal | 1 - 1 | Qualifications pour la CAN 1994                           |
| 16 octobre 1994    | Lomé   | Togo - Sénégal | 2 - 0 | Qualifications pour la CAN 1996                           |
| 22 avril 1995      | Dakar  | Sénégal - Togo | 5 - 1 | Qualifications pour la CAN 1996                           |
| 2 juin 1996        | Lomé   | Togo - Sénégal | 2 - 1 | Tours préliminaires à la Coupe du monde de football 1998  |
| 16 juin 1996       | Dakar  | Sénégal - Togo | 1 - 1 | Tours préliminaires à la Coupe du monde de football 1998  |
| 24 septembre 2000  | Dakar  | Sénégal - Togo | 0 - 0 | Qualifications pour la CAN 2002                           |
| 17 juin 2001       | Lomé   | Togo - Sénégal | 1 - 0 | Qualifications pour la CAN 2002                           |
| 20 juin 2004       | Lomé   | Togo - Sénégal | 3 - 1 | Qualifications pour la CAN 2006 et la coupe du monde 2006 |
| 18 juin 2005       | Dakar  | Sénégal - Togo | 2 - 2 | Qualifications pour la CAN 2006 et la coupe du monde 2006 |
| 1er septembre 2021 | Thiès  | Sénégal - Togo | 2 - 0 | Qualifications pour la coupe du monde 2022                |
| 11 novembre 2021   | Lomé   | Togo - Sénégal | 1-1   | Qualifications pour la coupe du monde 2022                |
| 21 Novembre 2023   | Lomé   | Togo - Sénégal | 0-0   | FIFA 2026 Qualification                                   |
| 24 Mars 2025       | Dakar  | Sénégal - Togo | 2-0   | FIFA 2026 Qualification                                   |

| Rencontres | Victoires | Nuls | Défaites | Buts pour | Buts contre | Différence |
| ---------- | --------- | ---- | -------- | --------- | ----------- | ---------- |
| 27         | 10        | 10   | 8        | 30        | 26          | +4         |

### Tunisie
|    | Date             | Lieu        | Match             | Score               | Compétition                                     |
| 1  | 20 avril 1963    | Dakar       | Sénégal - Tunisie | 1-1 (corners : 9-4) | Jeux de l'Amitié 1963 (finale)                  |
| 2  | 14 novembre 1965 | Tunis       | Tunisie - Sénégal | 0-0                 | CAN 1965 (1er tour)                             |
| 3  | 26 décembre 1979 | Tunisie     | Tunisie - Sénégal | 3-1                 | Match amical                                    |
| 4  | 5 avril 1980     | Sénégal     | Sénégal - Tunisie | 0-2                 | Match amical                                    |
| 5  | 12 avril 1981    | Tunisie     | Tunisie - Sénégal | 1-0                 | Qualifications pour la CAN 1982                 |
| 6  | 26 avril 1981    | Sénégal     | Sénégal - Tunisie | 0-0                 | Qualifications pour la CAN 1982                 |
| 7  | 8 août 1987      | Nairobi     | Sénégal - Tunisie | 1-0                 | Jeux africains de 1987 (Match pour la 7e place) |
| 8  | 2 juillet 1989   | Dakar       | Sénégal - Tunisie | 3-0                 | Qualifications pour la CAN 1990                 |
| 9  | 16 juillet 1989  | Tunis       | Tunisie - Sénégal | 0-1                 | Qualifications pour la CAN 1990                 |
| 10 | 7 janvier 1995   | Ziguinchor  | Sénégal - Tunisie | 0-0                 | Qualifications pour la CAN 1996                 |
| 11 | 15 juillet 1995  | Tunis       | Tunisie - Sénégal | 4-0                 | Qualifications pour la CAN 1996                 |
| 12 | 26 mai 1996      | Tunisie     | Tunisie - Sénégal | 2-0                 | Match amical                                    |
| 13 | 11 juin 2000     | Tunisie     | Tunisie - Sénégal | 4-0                 | Match amical                                    |
| 14 | 31 janvier 2002  | Kayes       | Sénégal - Tunisie | 0-0                 | CAN 2002 (1er tour)                             |
| 15 | 30 avril 2003    | Gafsa       | Tunisie - Sénégal | 1-0                 | Match amical                                    |
| 16 | 7 avril 2004     | Radès       | Tunisie - Sénégal | 1-0                 | CAN 2004 (Quart de finale)                      |
| 17 | 23 janvier 2008  | Tamale      | Tunisie - Sénégal | 2-2                 | CAN 2008 (1er tour)                             |
| 18 | 10 octobre 2014  | Dakar       | Sénégal - Tunisie | 0-0                 | Qualifications pour la CAN 2015                 |
| 19 | 15 octobre 2014  | Monastir    | Tunisie - Sénégal | 1-0                 | Qualifications pour la CAN 2015                 |
| 20 | 15 janvier 2017  | Franceville | Tunisie - Sénégal | 0-2                 | CAN 2017 (1er tour)                             |
| 21 | 14 juillet 2019  | Le Caire    | Sénégal - Tunisie | 1-0 (ap)            | Coupe d'Afrique des nations 2019 (demi-finale)  |

| Rencontres | Victoires | Nuls | Défaites | Buts pour | Buts contre | Différence |
| ---------- | --------- | ---- | -------- | --------- | ----------- | ---------- |
| 21         | 5         | 7    | 9        | 13        | 22          | -9         |

### Turquie
Le Sénégal et la Turquie se sont affrontés en quart de finale de la coupe du monde 2002, remporté par les turcs au but en or.
| Date         | Lieu  | Match             | Score   | Compétition                            |
| 22 juin 2002 | Osaka | Turquie - Sénégal | 1-0 beo | Coupe du monde 2002 (Quarts de finale) |

## U

### Uruguay
Le Sénégal et l'Uruguay se sont rencontrés une fois, lors du dernier match de poules de la coupe du monde 2002. Le match nul 3-3 permet au Sénégal de se qualifier pour les huitièmes de finale.
| Date         | Lieu  | Match             | Score | Compétition                    |
| 11 juin 2002 | Suwon | Uruguay - Sénégal | 3-3   | Coupe du monde 2002 (Groupe A) |

## Z

### Zambie
| Date              | Lieu               | Match            | Score | Compétition                                               |
| 9 mars 1990       | Annaba             | Zambie - Sénégal | 0-0   | CAN 1990 (1er tour)                                       |
| 15 mars 1990      | Alger              | Zambie - Sénégal | 1-0   | CAN 1990 (Match pour la 3e place)                         |
| 7 août 1993       | Abidjan            | Sénégal - Zambie | 0-0   | Qualifications pour la coupe du monde 1994                |
| 26 septembre 1993 | Lusaka             | Zambie - Sénégal | 4-0   | Qualifications pour la coupe du monde 1994                |
| 3 avril 1994      | Sousse             | Zambie - Sénégal | 1-0   | CAN 1994 (Quart de finale)                                |
| 2 février 2000    | Lagos              | Zambie - Sénégal | 2-2   | CAN 2000 (1er tour)                                       |
| 4 juin 2000       | Dakar              | Sénégal - Zambie | 0-0   | Match amical                                              |
| 6 juin 2000       | Dakar              | Sénégal - Zambie | 0-0   | Match amical                                              |
| 26 janvier 2002   | Bamako             | Sénégal - Zambie | 1-0   | CAN 2002 (1er tour)                                       |
| 3 juillet 2004    | Dakar              | Sénégal - Zambie | 1-0   | Qualifications pour la coupe du monde 2006 et la CAN 2006 |
| 3 septembre 2005  | Chililabombwe      | Zambie - Sénégal | 0-1   | Qualifications pour la coupe du monde 2006 et la CAN 2006 |
| 21 janvier 2012   | Bata               | Sénégal - Zambie | 1-2   | CAN 2012 (1er tour)                                       |
| 14 août 2013      | Saint-Leu-la-Forêt | Zambie - Sénégal | 1-1   | Match amical                                              |
| 5 juin 2021       | Thiès              | Sénégal - Zambie | 3-1   | Match amical                                              |

| Rencontres | Victoires | Nuls | Défaites | Buts pour | Buts contre | Différence |
| ---------- | --------- | ---- | -------- | --------- | ----------- | ---------- |
| 14         | 4         | 6    | 4        | 10        | 12          | -2         |

### Zimbabwe
| Date               | Lieu      | Match              | Score | Compétition                             |
| 18 août 1985       | Harare    | Zimbabwe - Sénégal | 1-0   | Qualifications à la CAN 1986            |
| 1er septembre 1985 | Dakar     | Sénégal - Zimbabwe | 3-0   | Qualifications à la CAN 1986            |
| 19 septembre 1993  |           | Zimbabwe - Sénégal | 2-0   | Match amical                            |
| 30 juillet 1999    | Harare    | Zimbabwe - Sénégal | 2-1   | Qualifications à la CAN 2000 (barrages) |
| 8 août 1999        | Dakar     | Sénégal - Zimbabwe | 2-0   | Qualifications à la CAN 2000 (barrages) |
| 23 janvier 2006    | Port-Saïd | Zimbabwe - Sénégal | 0-2   | CAN 2006 (1er tour)                     |
| 10 janvier 2022    | Bafoussam | Sénégal - Zimbabwe | 1-0   | CAN 2021 (1er tour)                     |

| Rencontres | Victoires | Nuls | Défaites | Buts pour | Buts contre | Différence |
| ---------- | --------- | ---- | -------- | --------- | ----------- | ---------- |
| 7          | 4         | 0    | 3        | 9         | 5           | +4         |